# You're Under Arrest (Serge Gainsbourg)
You're Under Arrest è l'ultimo album discografico in studio del cantautore francese Serge Gainsbourg, pubblicato nel 1987.

## Tracce
Testo e musica di Serge Gainsbourg, eccetto ove indicato.
1. You're Under Arrest - 4:12
2. Five Easy Pisseuses - 3:28
3. Baille Baille Samantha - 3:24
4. Suck Baby Suck - 3:45
5. Gloomy Sunday - 3:44 (Rezső Seress, Sam M. Lewis)
6. Aux enfants de la chance - 4:06
7. Shotgun - 4:00
8. Glass Securit - 3:38
9. Dispatch Box - 2:53
10. Mon légionnaire - 5:34 (Marie Dubas, Raymond Asso, Marguerite Monnot)

## Formazione
- Serge Gainsbourg - voce, piano, synth
- Brenda White King, Curtis King Jr. - cori
- Gary Gorgett - piano, synth
- Billy Rush - chitarra
- John K - basso
- Stan Harrison - sax
- Tony "Thunder" Smith - batteria